# 東京都立多摩職業能力開発センター
東京都立多摩職業能力開発センター（とうきょうとりつたましょくぎょうのうりょくかいはつセンター）は、東京都昭島市にある職業能力開発促進法に基づく都立の公共職業能力開発施設である。

## 沿革
- 1970年（昭和45年）4月　「東京都立立川専修職業訓練校」として立川市羽衣町3丁目に開校
- 1971年（昭和46年）4月　「東京都立立川高等職業訓練校」と名称変更
- 1986年（昭和61年）4月　「東京都立立川高等職業技術専門校」と名称変更
- 1997年（平成9年） 4月　「東京都立立川技術専門校」と名称変更
- 2007年（平成19年）4月　「東京都立多摩職業能力開発センター」と組織変更

（同時に、東京都立八王子技術専門校は「東京都立多摩職業能力開発センター八王子校」と、東京都立武蔵野技術専門校は「東京都立多摩職業能力開発センター武蔵野校」と、東京都立府中技術専門校は「東京都立多摩職業能力開発センター府中校」と、それぞれ組織変更）
- 2011年（平成23年）4月　東京都立短期大学昭島キャンパスの跡地に新設された「産業サポートスクエア・TAMA」内に移転[1]し、東京都立多摩職業能力開発センター武蔵野校を統合[2]

## 組織
東京都立職業能力開発センター条例
第4条（センターの名称及び位置）では、東京都立多摩職業能力開発センター、同センター八王子校、同センター府中校は、並列に記載されている。
一方、東京都立職業能力開発センター処務規程第12条第4項では、
となっている。
このため、「東京都立多摩職業能力開発センター」という表記が、3施設（昭島、八王子、府中）の総称として使用されているのか、昭島の施設のみを指して使用されているのかが、わかりにくい場合がある。
これを解決するために、同センターの刊行物では、昭島の施設のみを指す場合に「東京都立多摩職業能力開発センター（西立川）」と記載している例が見られる。　

## 事業内容
職業訓練校当時から職業訓練を中心としていることに変わりはないが、職業能力開発センターとなってからは企業向けのサービスも充実させており、次の3点を柱としている。
- 求職・転職者向けの職業訓練
- 人材育成事業（社員教育）
- 人材確保事業（訓練生の紹介）

### 職業訓練
- 普通課程（期間：1年）[6]
  - 自動車塗装科
  - 精密加工科
  - 情報制御システム科
  - 建築設備科
  - 機械組立技術科
  - 計測制御システム科
  - 電気工事科
  - 若年者就業支援科（溶接コース）

- 短期課程（期間：6か月）
  - 住宅リフォーム科
  - 三次元CAD科
  - 調理科
  - 造園土木施工科
  - ビル管理科
  - 庭園施工管理科

- 資格取得

　　両課程とも、修了すると科目によって資格及び受験資格を取得できる。

### 人材育成事業
- 現在働いている人が仕事に必要な技術・知識を身に着け、スキルアップや資格を取得するためのキャリアアップ講習[8]
- 研修・検定等への施設無料貸出サービス[9]
- 要望に応じた講習会（オーダーメイド講習）の企画・実施[10]
- 中小企業等のニーズに応じた指導人材（指導支援者）の紹介[11]

### 人材確保事業
- 訓練生、修了生に無料職業紹介
- 事業主からの求人受付

## 施設
- 敷地面積　10,442m2
- 延床面積　11,912m2
- 建築構造（本館）鉄筋コンクリート造 4階建

## アクセス
- JR青梅線 西立川駅 下車　徒歩7分[12]